# El Campanario, Nogales
El Campanario är en ort i Mexiko.   Den ligger i kommunen Nogales och delstaten Veracruz, i den sydöstra delen av landet, 220 km öster om huvudstaden Mexico City. El Campanario ligger 1 439 meter över havet och antalet invånare är 850.
Terrängen runt El Campanario är varierad. El Campanario ligger nere i en dal. Runt El Campanario är det ganska tätbefolkat, med 134 invånare per kvadratkilometer. Närmaste större samhälle är Orizaba, 13,3 km nordost om El Campanario. I omgivningarna runt El Campanario växer huvudsakligen savannskog.